# Paul Aguilar
Paul Nicolás Aguilar Rojas (ur. 6 marca 1986 w Concordii) – meksykański piłkarz występujący na pozycji prawego obrońcy, reprezentant Meksyku.

## Kariera klubowa
Aguilar pochodzi ze stanu Sinaloa i wychowywał się w tamtejszych miastach Concordia i Mazatlán. Jako dziecko interesował się baseballem, jednak w wieku dwunastu lat zaczął regularnie trenować piłkę nożną. W 2002 roku wyjechał ze swojego rodzinnego miasta i dołączył do akademii juniorskiej zespołu CF Pachuca. Jako osiemnastolatek popadł w depresję po śmierci czterech członków swojej rodziny i chciał porzucić futbol, lecz za namową ojca zdecydował się kontynuować treningi. Nie mogąc przebić się do pierwszego składu Pachuki, występował w drugoligowych rezerwach – Pachuca Juniors, a w lipcu 2005 udał się na roczne wypożyczenie do nowo powstałej filii klubu – Indios de Ciudad Juárez, również grających wówczas w drugiej lidze meksykańskiej. Tam szybko wywalczył sobie miejsce w pierwszym składzie, zostając kluczowym piłkarzem ekipy i w wiosennych rozgrywkach Clausura 2006 pomógł dotrzeć Indios do dwumeczu finałowego drugoligowych rozgrywek.
Zaraz po powrocie do Pachuki, Aguilar za sprawą szkoleniowca Enrique Mezy zadebiutował w meksykańskiej Primera División, 6 sierpnia 2006 w przegranym 2:3 spotkaniu z Cruz Azul, w którym zdobył także premierowego gola w najwyższej klasie rozgrywkowej. W tym samym roku wygrał ze swoim klubem drugi co do ważności turniej klubowy Ameryki Południowej – Copa Sudamericana. Najbardziej obfitującym w sukcesy okresem gry w Pachuce był dla młodego zawodnika 2007 rok – wówczas wywalczył on wraz z zespołem mistrzostwo Meksyku w wiosennych rozgrywkach Clausura 2007, zajął drugie miejsce w Recopa Sudamericana, a także zdobył Puchar Mistrzów CONCACAF i triumfował w rozgrywkach SuperLigi. Przedostatnie z wymienionych osiągnięć powtórzył również rok później, za to w 2009 roku zajął drugie miejsce w InterLidze, a także zdobył wicemistrzostwo Meksyku w sezonie Clausura 2009. W 2010 roku po raz trzeci triumfował z Pachucą w Lidze Mistrzów CONCACAF. W barwach swojego macierzystego klubu trzykrotnie – w latach 2007, 2008 i 2010 – brał udział w Klubowych Mistrzostwach Świata, jednak bez sukcesów, zajmując na nich odpowiednio szóste, czwarte i piąte miejsce.
Latem 2011 Aguilar, w zamian za sumę trzech milionów dolarów oraz karty zawodnicze Juana Carlosa Silvy i Enrique Esquedy, przeszedł do drużyny Club América z siedzibą w stołecznym mieście Meksyk. Tam od razu został podstawowym zawodnikiem drużyny i w wiosennym sezonie Clausura 2013 wywalczył z nią swoje drugie mistrzostwo Meksyku, mając wówczas niepodważalną pozycję w wyjściowej jedenastce. Pół roku później, podczas jesiennych rozgrywek Apertura 2013, osiągnął natomiast z ekipą prowadzoną przez Miguela Herrerę tytuł wicemistrzowski, zaś w sezonie Apertura 2014 zanotował kolejne mistrzostwo Meksyku, wciąż będąc kluczowym ogniwem defensywy. W 2015 roku zajął drugie miejsce w krajowym superpucharze – Campeón de Campeones, zaś w 2015 roku czwarty raz w karierze wygrał najbardziej prestiżowe rozgrywki Ameryki Północnej – Ligę Mistrzów CONCACAF. Wziął również udział w swoich czwartych Klubowych Mistrzostwach Świata, plasując się na nich z Américą na piątej lokacie. W 2016 roku drugi raz z rzędu, a piąty ogółem triumfował w północnoamerykańskiej Lidze Mistrzów.
| Sezon     | Klub                    | Kraj      | Rozgrywki  | Mecze     | Bramki    |
| --------- | ----------------------- | --------- | ---------- | --------- | --------- |
| 2004/2005 | Pachuca Juniors         | Meksyk    | Ascenso MX | 25        | 2         |
| 2005/2006 | Indios de Ciudad Juárez | Meksyk    | Ascenso MX | 37        | 2         |
| 2006/2007 | CF Pachuca              | Meksyk    | Liga MX    | 17        | 2         |
| 2007/2008 | CF Pachuca              | Meksyk    | Liga MX    | 23        | 3         |
| 2008/2009 | CF Pachuca              | Meksyk    | Liga MX    | 39        | 4         |
| 2009/2010 | CF Pachuca              | Meksyk    | Liga MX    | 24        | 1         |
| 2010/2011 | CF Pachuca              | Meksyk    | Liga MX    | 33        | 1         |
| 2011/2012 | Club América            | Meksyk    | Liga MX    | 28        | 2         |
| 2012/2013 | Club América            | Meksyk    | Liga MX    | 40        | 2         |
| 2013/2014 | Club América            | Meksyk    | Liga MX    | 38        | 1         |
| 2014/2015 | Club América            | Meksyk    | Liga MX    | 36        | 3         |
| 2015/2016 | Club América            | Meksyk    | Liga MX    | 32        | 3         |
| 2016/2017 | Club América            | Meksyk    | Liga MX    | ?         | ?         |
| 2017/2018 | Club América            | Meksyk    | Liga MX    | ?         | ?         |
| 2018/2019 | Club América            | Meksyk    | Liga MX    | ?         | ?         |
| 2019/2020 | Club América            | Meksyk    | Liga MX    | ?         | ?         |
| 2020/2021 | bez klubu               | bez klubu | bez klubu  | bez klubu | bez klubu |
| 2021/2022 | FC Juarez               | Meksyk    | Liga MX    | 8         | 0         |

## Kariera reprezentacyjna
Pierwsze powołanie do seniorskiej reprezentacji Meksyku Aguilar otrzymał w październiku 2007 od selekcjonera Hugo Sáncheza na mecz towarzyski z Nigerią (2:2), jednak nie pojawił się wówczas na placu gry nawet na minutę. W kadrze zadebiutował dopiero za kadencji Javiera Aguirre, 30 września 2009 w przegranym 1:2 sparingu z Kolumbią i już w tym samym spotkaniu zdobył premierowego gola w drużynie narodowej. W 2010 roku znalazł się w ogłoszonym przez Aguirre składzie na Mistrzostwa Świata w RPA, gdzie pozostawał rezerwowym drużyny i wystąpił tylko w spotkaniu fazy grupowej z RPA (1:1), a Meksykanie odpadli ostatecznie w 1/8 finału, ulegając Argentynie (1:3). W 2011 roku został awaryjnie powołany przez szkoleniowca José Manuela de la Torre na Złoty Puchar CONCACAF w miejsce zdyskwalifikowanego Sinhi. Na tym turnieju rozegrał jeden mecz, a jego reprezentacja triumfowała w rozgrywkach po finałowym zwycięstwie nad USA (4:2).
Kilkanaście dni później Aguilar został powołany na turniej Copa América, na którym prowadzona przez Luisa Fernando Tenę reprezentacja Meksyku wystąpiła w rezerwowym składzie pod szyldem seniorskiej kadry. W tych rozgrywkach był podstawowym piłkarzem zespołu i rozegrał wszystkie trzy mecze w wyjściowym składzie, a jego kadra odpadła ostatecznie już w fazie grupowej, notując komplet porażek. W późniejszym czasie występował także w zakończonych ostatecznie powodzeniem eliminacjach do Mistrzostw Świata 2014, podczas których trzykrotnie (na szesnaście możliwych spotkań) pojawiał się na boiskach i strzelił bramkę w spotkaniu barażowym z Nową Zelandią (5:1). W 2014 roku znalazł się w ogłoszonym przez szkoleniowca Miguela Herrerę składzie na Mistrzostwa Świata w Brazylii, gdzie miał niepodważalne miejsce w wyjściowym składzie i rozegrał wszystkie możliwe mecze od pierwszej do ostatniej minuty – w fazie grupowej z Kamerunem (1:0), Brazylią (0:0) i Chorwacją (3:1) oraz w 1/8 finału z Holandią (1:2), tworząc duet ofensywnie grających bocznych obrońców z Miguelem Layúnem. Meksykanie po wspomnianej konfrontacji z Holandią odpadli wówczas z mundialu.
W 2015 roku Aguilar ponownie wziął udział w Złotym Pucharze CONCACAF, podczas którego pozostawał jednym z liderów swojej kadry narodowej – rozegrał wszystkie sześć spotkań w wyjściowym składzie i strzelił gola w meczu fazy grupowej z Trynidadem i Tobago (4:4). Meksykańska reprezentacja triumfowała natomiast w tych rozgrywkach, pokonując w finale Jamajkę (3:1). Trzy miesiące później został bohaterem barażowego meczu z USA (3:2) o udział w Pucharze Konfederacji, w końcówce dogrywki zdobywając decydującą o zwycięstwie bramkę. W 2016 roku został powołany przez selekcjonera Juana Carlosa Osorio na rozgrywaną na amerykańskich stadionach jubileuszową edycję turnieju Copa América, gdzie rozegrał dwa z czterech możliwych meczów (obydwa w pierwszej jedenastce), w tym kompromitującą ćwierćfinałową porażkę z Chile (0:7), po której Meksyk odpadł z imprezy.